# Arophyton
Arophyton é um género botânico da família das aráceas.

## Espécies
- Arophyton buchetii
- Arophyton crassifolium
- Arophyton humbertii
- Arophyton pedatum
- Arophyton simplex
- Arophyton tripartitum